# Anticharis senegalensis
Anticharis senegalensis là một loài thực vật có hoa trong họ Huyền sâm. Loài này được (Walp.) Bhandari mô tả khoa học đầu tiên năm 1965.